# Martine Grael
Martine Soffiatti Grael (Niterói, 12 de fevereiro de 1991) é uma velejadora e engenheira ambiental brasileira, bicampeã olímpica e campeã mundial de Iatismo na classe 49er FX – junto com a parceira e proeira Kahena Kunze – eleita pela Federação Internacional de Vela  a melhor velejadora do mundo em 2014.

## Carreira

### Primeiros anos
Filha do bicampeão olímpico Torben Grael, Martine, nasceu em Niterói, cidade da Região Metropolitana do Rio de Janeiro, em 1991.
Iniciou sua trajetória na vela ainda na infância, começando a velejar aos quatro anos de idade Rio Yacht Club, clube de Niterói, localizado em São Francisco.
Aos treze anos, conheceu Kahena Kunze, filha do velejador campeão mundial, Claudio Künze, quando começaram a participar de competições em barcos diferentes, tornando-se rivais  dentro d'água e amigas fora dela.

### Vela
Nos anos de 2004 e 2006, foi bicampeã brasileira da classe Optimist, embora não tenha se considerado uma velejadora muito boa neste tipo de barco, um tipo de embarcação bastante leve e de controle simples, indicada para crianças e jovens até 16 anos, considerado o barco-escola da vela.
No ano de 2009, Martine e Kahena, passaram a velejar juntas, como timoneira e proeira no mesmo barco, foram campeãs mundiais júnior na classe 420. Após a conquista do título, Martine optou por formar uma dupla com Isabel Swan, medalha de bronze na classe 470 nos Jogos Olímpicos de Verão de 2008, realizados em Pequim, na China, visando garantir a vaga nesta classe para os Jogos Olímpicos de Verão de 2012, em Londres. Apesar da formação da dupla, Martine e Isabel foram derrotada na seletiva brasileira por Fernanda Oliveira – parceira de Swan no bronze de Pequim – e Ana Barbachan.
Como atleta da Marinha do Brasil, venceu foi vice-campeã mundial e vice-campeã mundial e europeia em 2013 na 49erFX e campeã do mundial militar, na classe HPE 25.
Em 2014, tornou-se, junto com Kahena, campeã mundial em Santander, na Espanha, a primeira vez que velejadoras brasileiras conquistam o título. Amigas de infância e ex-rivais na vela em categorias diferentes, Martina e Kahena foram eleitas as melhores esportistas do ano pelo Comitê Olímpico Brasileiro (COB), recebendo o Prêmio Brasil Olímpico de Atleta do Ano de 2014. O ginasta paulista Arthur Zanetti, dividiu o prêmio com a dupla de velejadoras.
No ano de 2015, na disputa da Copa do Mundo da Federação Internacional de Vela, Martine conquistou um ouro em Weymouth, na Inglaterra; uma prata em Hyères, na França; e um bronze em Miami, nos Estados Unidos. Integraram a delegação brasileira nos Jogos Pan-Americanos de 2015, realizados em Toronto no Canadá. Foram medalha de prata na categoria 49erFX. No mesmo, também foram, pela segunda vez vice-campeãs mundiais, em Buenos Aires.
Com a realização dos Jogos Olímpicos de Verão de 2016, no Rio de Janeiro, Martine tornou-se campeã olímpica de vela ao lado Kahena, ao vencerem a Regata das Medalhas da categoria – para a qual três barcos entraram empatados – com uma vantagem de apenas 2 segundos para as medalhistas de prata da Nova Zelândia. Com a medalha de ouro, ela e Torben Grael são os únicos pai e filha campeões olímpicos da história do esporte brasileiro.
No seguinte ciclo olímpico, em 2017, novamente foi vice-campeã mundial, e depois de se classificar para os próximos Jogos no Campeonato Mundial de Classes Olímpicas em Aarhus, na Dinamarca, em setembro de 2018 venceu, e com antecipação de uma regata, o evento-teste da Vela para Jogos Olímpicos de Verão de 2020 na raia olímpica de Enoshima, no Japão, em dupla com Kahena, depois de se afastar da  49er FX por uma temporada para competir na Volvo Ocean Race junto à outra tripulação.
Em fevereiro de 2019, iniciando a temporada, Martine venceu a Copa do Mundo da Vela disputada em Miami, nos Estados Unidos, onde a dupla brasileira mais uma vez derrotou na regata final as neozelandesas Alexandra Maloney e Molly Meech, vice-campeãs olímpicas nos Jogos do Rio, em 2016.
Nos Jogos Pan-Americanos de 2019, foi a porta-bandeira da delegação brasileira na Cerimônia de Abertura em Lima, no Peru, ao lado de Kahena Kunze. As duas foram as primeiras brasileiras a carregar a bandeira em uma edição dos Jogos. Na competição  da 49erFX, levaram o ouro novamente, superando as estadunidenses Stephanie Roble e Margaret Shea e as argentinas Stephanie Roble e Margaret Shea. Em dezembro do mesmo ano, foi pela quarta vez vice-campeã mundial no torneio disputado em Auckland, na Nova Zelândia, perdendo o título na medal race com o capotamento do barco devido aos fortes ventos e mar agitado, depois de uma disputa acirrada entre as campeãs olímpicas do Brasil e as campeãs mundiais da Holanda.
Devido a Pandemia de COVID-19, os Jogos Olímpicos de Verão de 2020, realizados em Tóquio, no Japão, foram adiados para o ano seguinte. Apesar de não terem ganhado um campeonato mundial entre o ciclo olímpicos posterior ao Rio de 2016 até Tóquio em 2021, a dupla chegou a competição como vencedoras do evento-teste que aconteceu na cidade-sede em 2018, antes do adiamento dos Jogos causados pela pandemia de Covid-19. Fazendo parte do selecionado brasileiro, no dia 3 de agosto de 2021, Martine e Kahena, conquistaram a medalha de ouro na categoria 49erFX. Com a medalha, Martine tornou-se bicampeã olímpica, alcançando a mesma marca de seu pai.
Em dezembro de 2022, foi condecorada pelo governo brasileiro com a Ordem de Rio Branco, no grau de Comendador.
Em abril de 2023, junto com sua costumeira parceira, conquistou a medalha de ouro do Trofeo Princesa Sofia Mallorca, na Espanha, primeira etapa da Copa do Mundo de Vela. Grael e Kunze também conquistaram o bicampeonato nos Jogos Pan-Americanos de 2023, realizados em Santiago, no Chile.
Em 2024, a terceira olimpíada de Grael e Kunze em Paris 2024 acabou tendo maus resultados, com a dupla entrando na última regata sem chance de medalha e terminando em oitavo. Grael seguiu anunciando que não continuaria a dupla, declarando-se exausta "desse circo que é fazer campanha olímpica". Em outubro, venceu a regata Santos-Rio junto do pai Torben e o irmão Marco. Em novembro começou o torneio SailGP, onde era capitã da estreante equipe brasileira, que incluía seu irmão Marco e a ex-parceira Kunze.

## Vida pessoal
No âmbito acadêmico, iniciou a graduação em engenharia ambiental na Universidade Federal Fluminense (UFF), mas não concluiu para focar na campanha olímpica dos Jogos de 2016. É fluente em italiano, inglês, espanhol e francês.
É sobrinha do político Axel Grael, prefeito de Niterói e do também velejador olímpico Lars Grael.